# Stadtmitte (stacja metra)
Stadtmitte – stacja metra w Berlinie, w dzielnicy Mitte, w okręgu administracyjnym Mitte na linii U2 i U6. Stacja została otwarta w 1908.